# Адбуллаєв Лутфулла
Лутфулла́ Абдулла́євич Абдулла́єв (*25 жовтня 1912 — †2002) — узбецький художник-живописець, графік, педагог. Народний художник Узбецької РСР.

## Життєпис
Народився 25 жовтня 1912 року у Мір-зачулі, біля Ташкента, у Бухарському ханстві. Старший брат художника Сагдулли Абдуллаєва.
Із 1930 по 1935 рік навчався у Самаркандському художньому училищі, у Лева Буре, Зінаїди Ковалевської та Павла Бенькова. 
Із 1935 по 1936 рік, а також із 1948 по 1951 — викладав у Ташкентському художньому училищі.
Із 1934 — брав участь у виставках.
Писав портрети і картини, присвячені подіям перших років Радянської влади та Другої світової війни. Займався станковою графікою та літографією; малював аквареллю та гуашшю.
У 1949 році отримав звання Народний художник Узбецької РСР.
У 1950 році виконав ілюстрації до роману «Вітер золотої долини» Айбека, а у 1962 році — до роману «Тегеран» Гарегіна Севунца. 
Член Союзу художників СРСР.
Жив і працював у Ташкенті.
Помер у 2002 році (за іншими даними — у 2000).

## Відомі роботи
- «На Черчикбуді» (1936 рік)
- «Кінець робочого дня» (1936)
- «У гостях у молодого поета» (1937)
- «Проводи до Червоної Армії» (1941)
- «Агітатор на каналі» (1942, зберігається у Державному музеї мистецтв Узбекистану)
- «Зустріч із демобілізованими» (1945)
- «Відпочинок робітників на будівництві Північно-Ташкентського каналу» (1945)
- «Освоювачі пустелі» (1948)
- «Народний поет Ташмухамедов» (1948)
- «Виноград» (1960)
- «Дружня зустріч» (1960)
- «Гості зі Сходу» (1964)
- «У штабі Туркфронту» (1982)